# Estação Ladojskaia
Ladojskaia (em russo:  Ладожская) é uma das estações da linha Pravoberejnaia (Linha 4) do metro de São Petersburgo, na Rússia. A estação «Ladojskaia» está localizada entre as estações «Novotcherkasskaia» (a oeste) e «Prospekt Bolchevikov» (ao sudeste).